# Dzitowiecczyzna
Dzitowiecczyzna (biał. Дзетаветчына, Dzietawietczyna; ros. Детоветчина, Dietowietczina) – wieś na Białorusi, w obwodzie brzeskim, w rejonie prużańskim, w sielsowiecie Suchopol.
W latach 1921–1939 należała do gminy Suchopol.
Według Powszechnego Spisu Ludności z 1921 roku wieś zamieszkiwały 24 osoby, wśród wszystkie były wyznania prawosławnego. Jednocześnie wszyscy mieszkańcy zadeklarowali białoruską przynależność narodową. We wsi było 3 budynki mieszkalne.